# دافييد امسترونغ
دافييد امسترونغ (بالإنجليزية: David Armstrong)‏ (23 يناير 1987 بليسبورن في المملكة المتحدة - ) هو لاعب كرة قدم بريطاني في مركز الدفاع. شارك مع منتخب أيرلندا الشمالية تحت 21 سنة لكرة القدم. أما مع النوادي، فقد لعب مع ريث روفرز ونادي كروسيدرز وهارت أوف ميدلوثيان ونادي كاودينبيث لكرة القدم.